# Звоник
Звоник или звонара је самостална грађевина или део грађевине (нпр. цркве) на коме се налази звоно). Ако је уз грађевину, може имати засебан улаз, или се у звоник улази из ње.
Звоник је обично висок, како би се звук звона што даље чуо, па су стога звоници често најупечатљивија обележја (енгл. landmark) старих градова. На звонику се често налази и сат. У зависности од поднебља, звоници су се правили од различитих материјала: камена, опеке или дрвета, а у новије време и од армираног бетона или челика.
На подручју Шумадије, али и другде, се уз цркве брвнаре јављају звоници од дрвета, једноставне решеткасте конструкције, са кровним покривачем најчешће од шиндре (као и саме цркве).
У јужнословенском приморју су звоници код мањих цркава најчешће на прочељу, а код великих се граде као засебне грађевине. И од овог „правила“ постоје бројни изузеци.

## Галерија
- Звоник уз цркву у Прањанима
- Дрвени звоник у Прањанима
- Необичан звоник цркве у Борчу
- Необарокни звоник цркве у Дивошу
- Приморски звоник „на преслицу“ у Цетињу
- Звоник католичке цркве у Мркоњић Граду
- Звоник Цркве Лазарица Пролом Бања
- Звоник
- Стара Црква, Јагодина
- Црква Св. Петра и Павла у Јагодини
- Црква Светог Николе, Алексинац
- Црква Свете Тројице, Трстеник
- Црква Лазарица